# 20 Million Miles to Earth
20 Million Miles to Earth este un film SF american din 1957 regizat de Nathan H. Juran. În rolurile principale joacă actorii William Hopper, Joan Taylor, Frank Puglia.

## Prezentare
Guvernul Statelor Unite, împreună cu Pentagonul, organizează prima expediție interplanetară spre planeta Venus. Nave spațială XY-21 cu un echipaj de șaptesprezece oameni ajunge cu succes pe planeta aflată la de 20 de milioane de mile de Pământ. Aici echipajul descoperă numeroase resurse minerale și materii prime valoroase. Însă condițiile atmosferice sunt extrem de dure și nu pot susține viața de pe Pământ, prin urmare mai mulți membri ai expediției mor din această cauză (acest lucru fiind de fapt explicat într-un dialogul ulterior din film).
La întoarcerea pe Pământ, racheta este lovită de un meteorit și se prăbușește în Marea Mediteraneană, lângă Sicilia. Dintr-un ou aflat la bord crește până la 20 metri o reptilă venusiană care amenință orașul Roma.

## Actori
- William Hopper este Col. Robert Calder
- Joan Taylor este Marisa Leonardo
- Frank Puglia este Dr. Leonardo
- John Zaremba este Dr. Judson Uhl
- Thomas Browne Henry este Maj. Gen. A.D. McIntosh
- Tito Vuolo este Police Commissioner Unte
- Jan Arvan este Contino
- Arthur Space este Dr. Sharman
- Bart Bradley (ca Bart Braverman) este Pepe
- Ray Harryhausen - cameo (nemenționat)